# L'Or des Césars
Pour plus de détails, voir Fiche technique et Distribution.
L’Or des Césars (titre original : Oro per i Cesari) est un film franco-italien réalisé par André de Toth et Sabatino Ciuffini (de), sorti en 1963.

## Synopsis
Un gouverneur romain met un esclave-architecte à la tête d’une expédition chargée de trouver, dans la vallée du Sil de la Galice, de l’or pour Rome. La mission va devoir constamment affronter les dangereuses attaques de guerriers celtes.

## Fiche technique
- Titre : L’Or des Césars
- Titre original : Oro per i Cesari
- Réalisation :	André de Toth, Sabatino Ciuffini (de)
- Réalisateur de la seconde équipe : Riccardo Freda
- Assistant-réalisation : Jerzy Macc
- Scénario : Sabatino Ciuffini, Millard Lampell, Arnold Perl d’après le roman de Florence A. Seward De l’or pour les Césars (Gold for the Caesars)
- Photographie : Raffaele Masciocchi
- Montage : Franco Fraticelli
- Musique : Franco Mannino
- Direction artistique : Ottavio Scotti
- Son : Giovanni Rossi
- Costumes : Mario Giorsi, Arrigo Breschi
- Maquillage : Maurizio Giustini
- Coiffure : Giancarlo Marin
- Scripte : Anna Gruber
- Photographe de plateau : Angelo Pennoni
- Producteur : Joseph Fryd
- Directeurs de production : Luciano Cattania, Paolo Gargano
- Sociétés de production : Adelphia Compagnia Cinematografica (Italie), SFA (Italie), CICC (France), Les Films Borderie (France)
- Distributeur d'origine : MGM (États-Unis)
- Pays d'origine :  France |  Italie
- Année de tournage : 1962
- Format : couleur par Technicolor — 2.35:1 CinemaScope — son monophonique — 35 mm
- Genre : Film dramatique, Film d'aventure, Film d'action, Péplum
- Durée : 86 minutes (1 h 26)
- Dates de sortie :
  -  Italie : 9 mars 1963
  -  France : 17 juin 1964

## Distribution
- Jeffrey Hunter  (VF : Marc Cassot ) : Lacer
- Mylène Demongeot  (VF : Elle-même) : Pénélope
- Massimo Girotti  (VF : Jean-Claude Michel) : le proconsul Caius Cornelius Maximus
- Ron Randell  (VF : Michel Gatineau) : le centurion Rufus
- Giulio Bosetti  (VF : Gabriel Cattand) : Scipion
- Ettore Manni  (VF : Claude d'Yd): Luna le Celte
- Georges Lycan : Malendi le Celte
- Furio Meniconi  (VF : Jacques Deschamps) : Dax le Gaulois
- Antonio Corevi  (VF : Gérard Ferat) : Flacus
- Jacques Stany  (VF : Henri Djanik ) : le décurion
- Renato Terra Caizzi : un sergent
- Laura Nucci : une patricienne
- Tonino Cervi : un patricien

## Autour du film
- Mylène Demongeot[1] : « Encore un péplum en Italie[2]. L'Or des Césars.[3] […] Le metteur en scène est André de Toth, un des plus célèbres borgnes de Hollywood qui, semble-t-il, préfère maintenant le golf au cinéma. Il laisse bien volontiers le terrain libre à Riccardo Freda, qui réussit des scènes très spectaculaires. C'est plutôt un bon film dans le genre. »